# Luis Olaso
Luis Olaso Anabitarte (Villabona, 15 agosto 1900 – Gipuzkoa, 20 luglio 1982) è stato un calciatore spagnolo, di ruolo centrocampista.

## Carriera

### Club
Esordisce con la maglia dell'Atletico Madrid nel lontano 1919. Con il club conquisterà 3 campionati regionali, ma non riuscirà mai ad imporsi a livello nazionale. Dopo 10 stagioni con i "colchoneros", nell'estate 1929, viene ceduto ai cugini-rivali del Real Madrid. Con la casacca blanca, che vestirà per 4 stagioni, arriverà a sollevare, oltre che 4 campionati regionali, anche due volte la Liga. Si ritirerà dal calcio giocato nel 1933.

### Nazionale
A livello di nazionale, Olaso esordisce con la compagine spagnola nel 1921, riuscendo però conquistare solamente 4 presenze e una rete sino al 1927.

## Palmarès

### Competizioni nazionali
- Campionato spagnolo: 2

Real Madrid: 1931-1932, 1932-1933